# Protium cundinamarcense
Protium cundinamarcense är en tvåhjärtbladig växtart som beskrevs av José Cuatrecasas. Protium cundinamarcense ingår i släktet Protium och familjen Burseraceae. Inga underarter finns listade i Catalogue of Life.